# Rodrigo de Xerez
Rodrigo de Xerez fou un mariner d'origen incert que va anar a Amèrica en la nau Santa Maria en el primer viatge de Cristòfor Colom l'any 1492. Se li atribueix ser el primer europeu a fumar tabac. Tornar a Espanya amb la caravel·la La Niña.
A l'octubre de 1492 Colom i la seva tripulació es van topar per primera vegada amb la planta del tabac a l'illa de San Salvador o Guanajaní a les Bahames. Al mes següent, Rodrigo de Xerez i Luis de Torres observen per primer cop el procés de fumar dels natius, que segons expliquen, feren rotlles de fulles de palma i blat de moro a la manera d'un mosquetó fet de paper, amb tabac dins. S'encenia per un costat i es bevia el fum que sortia per l'altre.
A la seva tornada a Espanya, Xerez adoptar aquest hàbit i introduir-lo a la península. El fum que desprenia va espantar els seus veïns i la Inquisició va trobar els seus hàbits sospitosos de ser pagans i diabòlics i l'acusà de bruixeria, ja que sols el diable podia donar a un home el poder de treure fum per la boca. Fou encarcerat a Barcelona i quan fou alliberat, deu anys després, el costum de fumar s'havia estès per tot el país.